# 4761 Urrutia
4761 Urrutia (1981 QC) là một tiểu hành tinh vành đai chính được phát hiện ngày 27 tháng 8 năm 1981 bởi H.-E. Schuster ở Đài thiên văn Nam Âu.